# ذلب قذر
ذلب قذر (الاسم العلمي:Sansevieria sordida) هو نوع من النباتات يتبع جنس الذلب من الفصيلة الهليونية.